# Ciudad Deportiva Luis del Sol
Das Ciudad Deportiva Luis del Sol (deutsch Sportstadt Luis del Sol) ist das Trainingsgelände und Spielstätte des Fußballclubs Betis Sevilla im Barrio Los Bermejales der spanischen Stadt Sevilla, Autonome Gemeinschaft Andalusien. Die Anlage ist Eigentum des Clubs und trägt den Spitznamen La fábrica verdiblanca (deutsch Die grün-weiße Fabrik).

## Nutzung
Sie wird von alle Männermannschaften von Betis genutzt. Die erste Mannschaft trainiert auf dem Gelände und trägt ihre Heimspiele im wenige hundert Meter nördlich gelegenen Estadio Benito Villamarín aus. Ferner ist es Trainings- und Heimspielstätte der zweiten Mannschaft Betis Sevilla B bis zu den Jugendmannschaften des Betis Sevilla Cantera.
Die Anlage wurde am 19. Dezember 1997 durch Clubpräsident Manuel Ruiz de Lopera und Carlos Amigo Vallejo, Erzbischof von Sevilla, unter dem Namen Ciudad Deportiva Manuel Ruíz de Lopera, eingeweiht. Es erhielt am 9. Dezember 2010, anlässlich der Wiedereröffnung nach einer Renovierung, den Namen von Luis del Sol (1935–2021), einem ehemaligen Spieler und Trainer von Betis.

## Ausstattung
Die Ciudad Deportiva hat eine Fläche von 44.272 m². Das Estadio Luis del Sol ist der Mittelpunkt der Sportstadt. Die Tribüne bietet 1300 Plätze und einen V.I.P.-Bereich für 18 Personen. Des Weiteren verfügt sie über einen 300 m² großen, vollausgestatteten Fitnessraum sowie Umkleidekabinen mit Toiletten und abschließbare Spinde für die erste Mannschaft. Darüber hinaus gibt es einen Bereich für die Kryotherapie mit zwei Wasserbecken und einer Sauna, ein Bereich für Physiotherapie und medizinische Räume, ein Presseraum für 64 Personen sowie ein Café mit Blick auf das Estadio Luis del Sol. In der Tiefgarage befinden sich 63 Parkplätze.
- Zwei große Spielfelder aus Naturrasen
- Ein großes Spielfeld aus Kunstrasen
- Ein 7er-Fußballfeld aus Kunstrasen für die Jugendarbeit